# Jean-Baptiste Fleuriot-Lescot
Pour les articles homonymes, voir Fleuriot et Lescot.
Jean-Baptiste Edmond Fleuriot-Lescot ou Lescot-Fleuriot, né à Bruxelles en 1761 et guillotiné à Paris le 10 thermidor an II (28 juillet 1794), est un architecte et sculpteur belge, également connu pour son engagement révolutionnaire.

## Biographie
Fils de Nicolas Fleuriot-Lescot, officier de l'Université de Paris, et d'Erneste Ebherlinck, Jean-Baptiste entre au service du duc de la Rochefoucault-Liancourt et devient en 1785 directeur général de l'exploitation de tourbe aux Groues, dans la commune de Liancourt (Oise). En 1786, devenu directeur des exploitations des usines, il s'installe 13, quai de l'École et se marie à Françoise Madeleine Belloir-Dutally, fille mineure de Jean-François Belloir et de Madeleine Geneviève Caillaux, le 22 avril 1788 alors qu'il habite rue des Petits-Carreaux, paroisse Saint-Eustache. 
Fleuriot-Lescot prit part à Bruxelles à la révolution brabançonne de 1789 contre les réformes que voulait imposer l'empereur Joseph II, avant de se réfugier en France. Architecte ou étudiant en architecture et sculpteur, il exerça, une fois établi à Paris, la profession d’architecte. C’est lui qui est l’auteur du buste de Le Peletier qui ornait la salle de la Convention nationale.
La révolution le fit bientôt sortir de son obscurité. Il se lia avec Robespierre, qui lui fit obtenir la place de commissaire aux travaux publics. Installé dans la section du Louvre, il devint commis de l’architecte de la Commune, Bernard Poyet.
Homme d’action, fréquentant assidûment le club des Jacobins, il fut de toutes les agitations parisiennes, au Champ-de-Mars, aux Tuileries. Militant parmi les plus actifs des sans-culottes, il fit partie de la Commune insurrectionnelle du 10 août.
Il fut élu le 13 mars 1793 substitut de Fouquier-Tinville, accusateur public du Tribunal révolutionnaire.
Devenu un des rouages essentiels des Montagnards, Fleuriot-Lescot fut nommé commissaire des travaux publics, lors du remplacement du Conseil exécutif par des commissions exécutives en germinal an II, puis maire de Paris, succédant à Pache compromis avec les hébertistes, le 21 floréal (10 mai 1794). Il conserva la mairie pendant 2 mois et 18 jours.
Lorsque, dans la journée du 9 Thermidor, Robespierre eut été renfermé au Luxembourg, Fleuriot-Lescot réunit à la hâte le conseil de la Commune, qui se déclara en insurrection, fit sonner le tocsin, battre la générale, et délivrer les décrétés d’accusation. Il publia, avec Hanriot et Payan, une proclamation dans laquelle il excitait le peuple « à se lever en masse pour défendre ses véritables amis ».
Il accueillit les robespierristes à la Maison commune. Alors la Convention frappa d’un décret de hors la loi le maire et tout le conseil de la commune. Fleuriot-Lescot fut arrêté avec eux par les gendarmes restés fidèles à la Convention, emmenés par Léonard Bourdon.
Le 10 thermidor an II (28 juillet 1794), à deux heures du matin, il est conduit devant le Tribunal révolutionnaire le jour même, identifié par Gilbert Lieudon, qui requit contre lui en remplacement de Fouquier-Tinville (celui-ci se récusa quand vint le tour de son ancien collaborateur et ami), et guillotiné en fin de journée avec les vingt-et-un autres condamnés. Il est le dernier à passer à l'échafaud ce jour-ci.

### Sources primaires
- Réflexions générales sur le système employé par les intrigants, depuis 1789, pour entraver la marche de la liberté et sur les moyens de la faire triompher de tous ses ennemis, 1792